# Puente Roca
Puente Roca es el nombre que recibe un puente que cruza el Río Reconquista, uniendo las localidades de Villa Udaondo (partido de Ituzaingó) y Trujui (partido de Moreno), en la provincia de Buenos Aires, Argentina.
El puente cruza el río a través de la Avenida Martín Fierro del lado sur correspondiente al partido de Ituzaingó y la Avenida Néstor Kirchner dentro del partido de Moreno.Estas arterias viales cruzan la autopista del Camino del Buen Ayre ubicado a pocos metros del puente.